# XIV Festival Internacional de Cinema Fantàstic i de Terror
El XIV Festival Internacional de Cinema Fantàstic i de Terror va tenir lloc a Sitges entre el 3 i el 10 d'octubre de 1981 sota la direcció d'Antonio Rafales amb la intenció de promocionar el cinema fantàstic i el cinema de terror. Fou inaugurat al palau de Maricel i hi havia tres seccions, una competitiva, una informativa i una altra retrospectiva sobre el cinema de terror italià.
Abans de començar el festival Antonio Rafales denuncià que l'ajuntament de Sitges havia retirat la subvenció al certamen, cosa que en feia perillar la continuïtat. El festival, originat durant el franquisme i dedicat a la temàtica del terror, no tenia bona premsa entre les noves autoritats Finalment es va arribar a un acord amb el director general de cinema de la Generalitat, Miquel Porter i Moix i el festival serà dirigit per un comitè quatripartit format per l'ajuntament de Sitges, el Ministeri de Cultura d'Espanya, la Generalitat de Catalunya i l'entitat fundadora.

## Pel·lícules exhibides

### Secció competitiva
- Geburt der Hexe de Wilfried Minks
- The Survivor de David Hemmings
- Hell Night de Tom DeSimone
- The Brood de David Cronenberg
- Docteur Jekyll et Miss Osborne de Walerian Borowczyk [7]
- Sengoku jieitai (G.I. Samurai) de Kōsei Saitō
- Povestea Dragostei d'Ion Popescu-Gopo
- Terror en el tren de medianoche de Manuel Iglesias
- Human Experiments de Gregory Goodell
- New Year's Evil d'Emmett Alston
- Něco je ve vzduchu de Ludvík Ráža
- Krvavá pani de Viktor Kubal
- Hospital Massacre de Boaz Davidson
- Fürchte dich nicht, Jakob! de Radu Gabrea

### Secció informativa
- Fade to Black de Vernon Zimmerman
- Atrapados de Matthew Patrick
- Deváté srdce de Juraj Herz

### Secció retrospectiva
- La màscara del diable (1960) de Mario Bava
- I tre volti della paura (1963) de Mario Bava
- 5 tombe per un medium (1965) de Massimo Pupillo
- La vendetta di Lady Morgan (1965) de Massimo Pupillo
- L'amante del vampiro (1960) de Renato Polselli
- La desena víctima (1965) d'Elio Petri
- Dante nella vita e nei tempi suoi (1922) de Domenico Gaido
- I pianeti contro di noi (1962) de Romano Ferrara

## Jurat
El jurat internacional era format per Doru Năstase, Jean Rollin, Giovanni Mongini, Josep Maria Badal i Basora i Jacinto Ferrer.

## Premis
Els premis d'aquesta edició foren:
| Categoria                                      | Premiat            | Treball                        |
| ---------------------------------------------- | ------------------ | ------------------------------ |
| Medalla Sitges d'Or al millor director         | Walerian Borowczyk | Docteur Jekyll et Miss Osborne |
| Medalla de Plata al millor Curtmetratge        | Lubomír Beneš      | Král a skřítek                 |
| Medalla de Plata a la millor actriu            | Linda Haynes       | Human Experiments              |
| Medalla en Plata al millor actor               | Mircea Bogdan      | Povestea Dragostei             |
| Medalla de Plata a la millor fotografia        | Jochen Richter     | Geburt der Hexe                |
| Medalla de Plata al millor guió                | David Ambrose      | The Survivor                   |
| Medalla de Plata als millors efectes especials | Equip              | Hell Night                     |
| Premi del Jurat Internacional de la Crítica    | The Survivor       | David Hemmings                 |
| Menció especial del Jurat                      | David Cronenberg   | The Brood                      |